# Hip-hop (Magdolna Rúzsa)
Hip-hop è il secondo singolo estratto dal secondo album di studio della cantante pop-rock ungherese Magdolna Rúzsa.

## Classifiche
| Classifica (2007) | Posizione massima |
| ----------------- | ----------------- |
| Ungheria          | 6                 |